# Marie Bytomská
Marie Bytomská, pl. Maria bytomska (před r. 1295? – 15. prosince 1317 Temešvár) byla uherskou a chorvatskou královnou z dynastie slezských Piastovců.

## Život
Marie byla dcerou bytomského knížete Kazimíra a jeho manželky Heleny blíže neznámého rodu. Mezi slezskými princeznami byla první nositelkou jména Marie. Roku 1306 byla provdána za Karla Roberta, jednoho z pretendentů uherského trůnu.
| „             | Karel si i za účelem posílení svého postavení vzal za manželku velmi pěknou dívku Marii, dceru těšínského vévody Kazimíra. | “ |
| — Jan Długosz | |   |

Dá se předpokládat, že se mladá královna zúčastnila manželovy korunovace v Budíně roku 1309 a o rok později byla společně s ním korunována ve Stoličném Bělehradě. Mariin život je zahalen tajemstvím, dochovaly se pouze dvě královniny listiny a rovněž její mateřství je velmi nejisté. Možná byla matkou Karlových dcer Kateřiny, manželky Jindřicha II. Svídnického, a Alžběty.
| „                  | Léta Páně tisíctřistasedemnáct paní Marie, první manželka pana krále, polského původu, dcera knížete Kazimíra, třetí den po svátku svaté Lucie skončila šťastně svou životní pouť v Temešváru a do lůna země ji uložili v kostele přesvaté Panny v královském Stoličném Bělehradě. | “ |
| — Dubnická kronika | |   |

Karel Robert i po Mariině smrti udržoval dobré kontakty s její rodinou, švagr Boleslav zastával funkci ostřihomského arcibiskupa a Měšek vystřídal funkce biskupa nitranského a vezsprémského.